# Люсі (фільм, 2014)
«Люсі» (англ. Lucy) — французький науково-фантастичний екшн 2014 року. Люк Бессон став сценаристом, режисером та співпродюсером фільму. Прем'єра в США відбулася 25 липня 2014 у Франції — 6 серпня, в Україні — 21 серпня 2014 року.

## Сюжет
Ще вчора Люсі була звичайнісінькою 25-річною дівчиною, яка приїхала на Тайвань вчитися. Але одного разу її новий приятель Річард пропонує їй заробити доставкою кейса з невідомим вмістом. Так дівчина опиняється під владою корейської мафії, якою керує містер Чан.
Прокинувшись на наступний день вранці, Люсі виявляє, що їй ввели наркоз, а після розрізали живіт і помістили в нього пакет з наркотиками для подальшого перевезення. У кейсі було чотири пакети, відповідно, ще три людини, крім Люсі, повинні перевезти речовину. За непокору Люсі отримує кілька сильних ударів, в тому числі і удар в живіт. Зашитий в живіт дівчини пакет рветься і наркотики потрапляють в її організм, проте діють вельми специфічно. За лічені секунди вона приходить до тями, легко розправляється з одним з членів мафії і приїжджає в лікарню, щоб їй вийняли пакет. Лікар розповів їй, що це за речовина (CPH4) і якими побічними ефектами вона володіє.
Протягом фільму професор Норман розповідає студентам про те, що частини людського мозку, відповідальні за інтелект і розумові здібності, використовують всього 10 % свого потенціалу, в той час як звичайними тваринами використовується до 5 % — ця різниця і робить людство домінуючим видом на Землі. Після того, як Люсі потрапила не в той час і не в те місце, а головне, не до тієї людини, її життя сильно змінилася, тому, сама того не підозрюючи, вона починає глобально еволюціонувати — тепер для неї немає меж в 10 %. Вона починає відчувати і підкоряти все навколо себе і готова вдосконалюватися, сама не здогадуючись, що її може очікувати далі.
Після цього Люсі повертається до містера Чана і за допомогою телепатії дізнається пункти призначення інших кур'єрів: Париж, Рим і Берлін. Використовуючи на той момент потенціал свого мозку на 28 % і ноутбук своєї подруги, Люсі за 10 хвилин вивчає всі роботи професора Нормана, зв'язується з ним і просить про зустріч. Вона розуміє, що за відсутності наркотику в організмі її життя неможливе, тому вирішує знайти всіх «транспортерів». У цьому їй допомагає П'єр Дель Ріо — поліцейський з Парижа.
Дорогою в Париж з нею трапляються неймовірні речі — вона буквально «тане» на очах, але вчасно приймає залишки вмісту пакета, який залишився у неї, і приходить до тями вже в лікарні. Вона розмовляє з поліцейським і переконує його допомогти.
Разом вони йдуть в лікарню, куди привезли інших «транспортерів», але трохи запізнюються: люди містера Чана вже встигли прооперувати одного з них і дістати пакет, і оперують другого. Люсі з неймовірною легкістю вдається забрати всі три пакети (третій їй доводиться власноруч витягти з трупа), і вони з П'єром Дель Ріо їдуть до професора Норману.
Люсі розповідає професору і ще кільком вченим, як їй стали доступні приховані куточки мозку. Вона пояснює, що немає нічого вимірного в нашому світі, крім часу. Те ж саме, що якщо пустити запис з машиною в звичайній швидкості — вона їде. А якщо прискорити запис ще і ще? Поступово машина зникне з поля зору. «Час — це єдина одиниця виміру», — говорить вона.
В цей час до будівлі прибувають мафіозі на чолі з містером Чаном і, зносячи все на своєму шляху, намагаються дістатися до Люсі. Поліцейські намагаються їх втримати, а в цей час вчені допомагають ввести в організм Люсі залишки речовини і, тим самим, поступово збільшити використання мозку до 100 %. Люсі створює якийсь комп'ютер, в який вона вирішила перемістити всі свої знання, які їй стали доступні. Мафіозі і містер Чан поступово з боєм просуваються все ближче.
Люсі переноситься в різні місця і в різний час минулого за власним бажанням: бачить Нью-Йорк часів XIX століття, австралопітека, динозаврів, моменти створення Землі і Всесвіту. Остання представлена маленькою клітиною великого багатоклітинного організму, яка повинна залишити після себе свою інформацію, передати спадкоємцям свої «знання». В цей час містер Чан входить в кімнату, де знаходиться Люсі. Він повільно підходить ззаду і направляє дуло пістолета їй у потилицю. У момент, коли Чан натискає на спусковий гачок, ефективність діяльності мозку досягає 100 % і Люсі зникає. Містер Чан в замішанні і, погрожуючи пістолетом, запитує професора і вчених «Де вона?» П'єр Дель Ріо вривається в кабінет, розстрілює Чана і задає їм те ж питання, після чого дивиться на екран свого телефона і бачить та чує «Я ВСЮДИ» («I AM EVERYWHERE»). Комп'ютер, створений Люсі, залишає професору Норману велику флешку незвичайного виду і розсипається в пил. Фільм завершується реплікою всюдисущої Люсі: «Мільярди років тому нам було дароване життя. Тепер ви знаєте, що з ним робити».

## У ролях
- Скарлетт Йоханссон — Люсі
- Морган Фрімен — професор Норман
- Чхве Мін Сік — містер Чан
- Амр Вакід[en] — П'єр Дель Ріо
- Джуліан Райнд-Татт[en] — британський антагоніст
- Пілоу Асбек — Річард
- Аналі Тіптон — Керолайн

## Виробництво
Зйомки фільму почалися у вересні 2013 року в Парижі, переважно на кіностудії Cité du Cinéma. За словами CEO EuropaCorp бюджет фільму став найбільшим в історії компанії. У жовтні протягом 11 днів зйомки проходили в Тайбеї, Тайвань. Після зйомок Люк Бессон поскаржився, що через папараці знімати в нічний час було дуже складно.

### Неточності
Коли Люсі замикає себе в санвузлі літака, персонал закликає її відкрити двері. Будь-який туалет літака може бути відкритий зовні за кілька секунд без особливих зусиль.
Основна ідея цього фільму — що люди використовують лише невеликий відсоток мозку — це помилка. І це визнав кінорежисер Люк Бессон.

## Відгуки
Фільм отримав змішані відгуки. Критики зазначили, що фільм дещо безглуздий, але захопливий. На сайті Rotten Tomatoes фільм має рейтинг 66 % на основі 192 рецензій.